# بتسدورف
بتزدورف (زيغ) (بالألمانية: Betzdorf, Germany) هي بلدة ألمانية تقع في ألمانيا في راينلند بالاتينات. يقدر عدد سكانها بـ 10,185 نسمة .

## المدن التوأمة
مدن Decize، Ross-on-Wye، دنيزلي وGogolin هي مدن توأمة لـبتزدورف (زيغ).